# 180 nanómetros
180 nanómetros se refiere a una tecnología proceso de semiconductores lanzada al mercado a fines de 1999 y comercializada hasta finales de 2001 por parte de las principales compañías del sector, tales como las estadounidenses Intel, AMD, IBM y Texas Instruments, además de la empresa taiwanesa TSMC.
Asimismo, la tecnología de proceso de 180 nanómetros reflejó una tendencia histórica, la cual estipula que la densidad (en términos prácticos, el número de transistores) de los microprocesadores, o en general de los circuitos integrados se incrementa a un ritmo aproximado de un 70% cada 2 o 3 años (básicamente manteniendo el mismo tamaño del núcleo del mismo).
Esta fue la primera tecnología cuyas compuertas lógicas eran más cortas que la longitud de onda de la luz láser usada para realizar su estampado litográfico (cuyo haz es de 193 nm).
Algunos de los más recientes procesadores y microcontroladores (por ejemplo los del tipo PIC, Parallax Propeller) han usado esta tecnología porque es típicamente barata y no requiere la actualización de equipos más antiguos.

## Microprocesadores que han utilizado la tecnología de proceso de 180 nm
- Intel Pentium III de código Coppermine - Lanzado en octubre de 1999
- Intel Celeron Willamette-128 (“128” en referencia al tamaño en kibibytes de su memoria caché L2), basado en el Pentium 4 – mayo de 2002
- Motorola PowerPC G4, en sus modelos 7445 y 7455 (Apollo 6) – enero de 2002